# Mścisław Frankowski

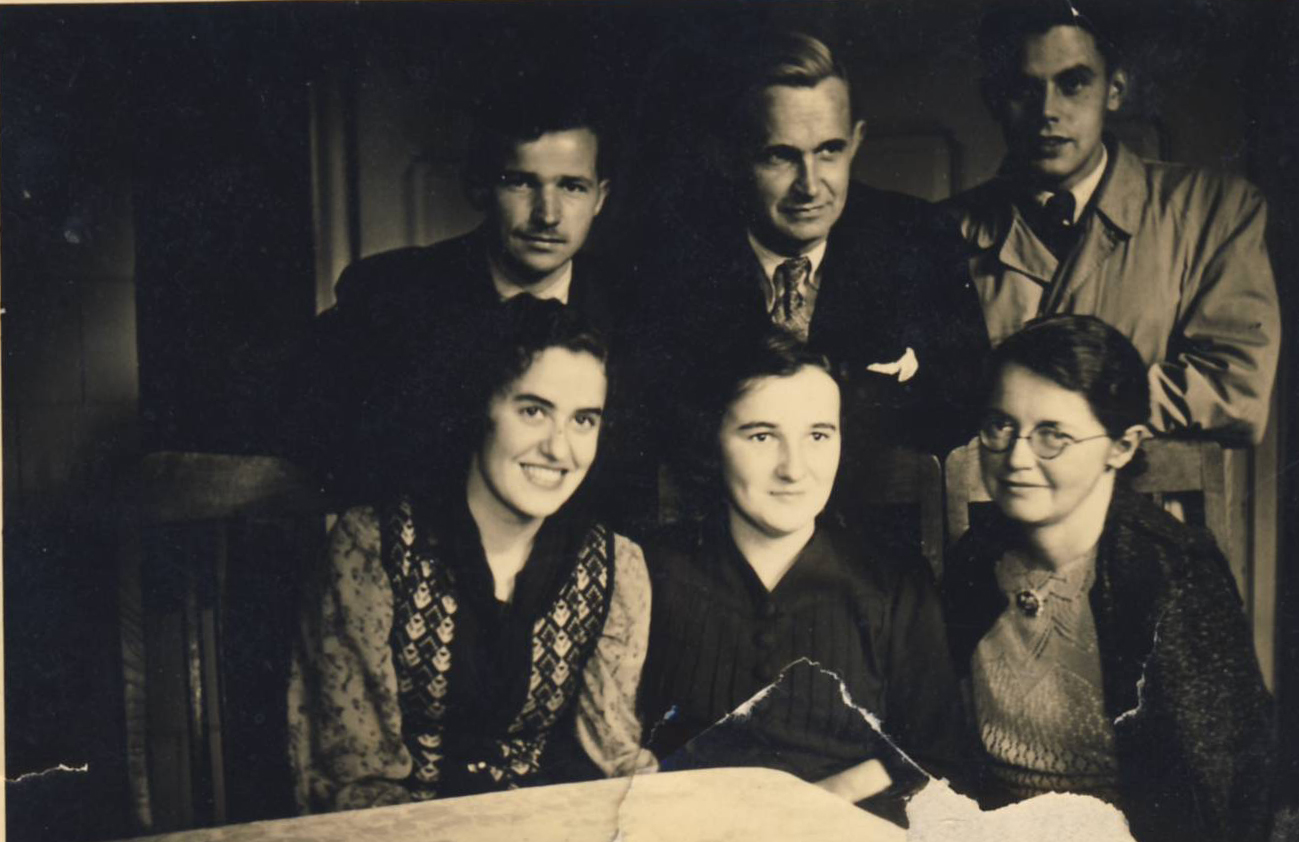
Zdjęcie członków Narodowej Organizacji Bojowej wykonane najprawdopodobniej na początku 1940 roku. Mścisław Frankowski stoi na środku. Ma utlenione włosy, gdyż ukrywa się już pod zmienionym nazwiskiem jako Stefan Norski. Pierwszy od lewej stoi jego brat Marian.

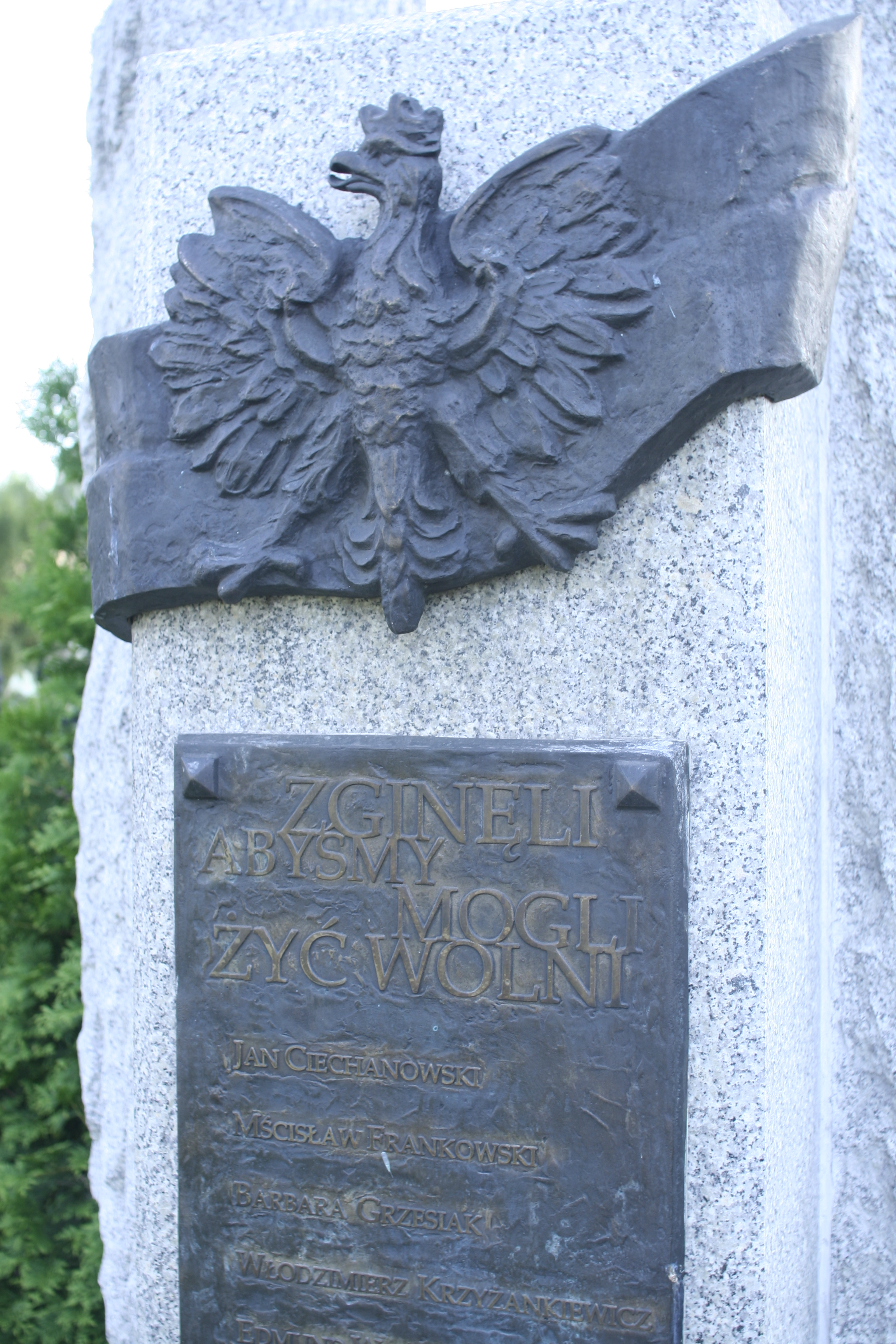
Tablica pamiątkowa poświęcona zabitym działaczom poznańskiego podziemia, którzy zamieszkiwali dzielnicę Junikowo

Mścisław Frankowski (ur. 6 grudnia 1900 w Strzępiniu, zm. 20 marca 1942 w Berlinie) – powstaniec wielkopolski, urzędnik, działacz Stronnictwa Narodowego, jeden z założycieli konspiracyjnej Narodowej Organizacji Bojowej.

## Życiorys
Urodził się w Strzępiniu koło Grodziska Wielkopolskiego w nauczycielskiej rodzinie Frankowskich. Po ukończeniu gimnazjum w Grodzisku Wielkopolskim podjął pracę w lokalnej gazecie „Rolnik”.

### 1918-1939
Pod koniec pierwszej wojny światowej, w 1918, został wcielony do pruskiej armii, z której zdezerterował. Gdy 27 grudnia 1918 wybuchło Powstanie Wielkopolskie, wstąpił do Kompanii Grodziskiej, z którą walczył w potyczkach pod Kargową, Rakoniewicami i Pniewami. Po zakończeniu powstania wziął udział w wojnie polsko-bolszewickiej. Walczył m.in. pod Zubarejowicami.
Po zdemobilizowaniu zatrudnił się jako urzędnik w starostwie powiatowym w Grodzisku, a później w Nowym Tomyślu. W 1924 wstąpił do Stronnictwa Narodowego, gdzie pełnił szereg kierowniczych funkcji w regionie wielkopolskim. W latach 30. zajmował się kolejno Wydziałem Młodych SN, a później wszedł w skład kierownictwa Okręgowej Straży Porządkowej. Razem z bratem Marianem Frankowskim redagował endeckie czasopismo „Polska Narodowa”.
25 sierpnia 1939 został zmobilizowany do 56 pułku piechoty i w czasie kampanii wrześniowej walczył nad Bzurą i w obronie Warszawy.

### Konspiracja
Po kapitulacji wrócił do Poznania, gdzie 16 listopada 1939 razem z innymi przedwojennymi działaczami Stronnictwa Narodowego założył Narodową Organizację Bojową. Frankowski został mianowany komendantem rejonu Poznań-Zachód. Jego brat Marian Frankowski został natomiast szefem Wydziału Propagandy. Obaj zajmowali się redagowaniem i kolportowaniem podziemnej prasy. Jednocześnie NOB podejmował akcje dywersyjne, polegające na włamaniach do niemieckich magazynów wojskowych i kradzieży broni. Jako przedwojenny działacz SN był poszukiwany przez Gestapo, dlatego w listopadzie 1939 przybrał nazwisko Stefan Norski, posługiwał się również fałszywymi dokumentami na to nazwisko oraz utlenił włosy i zaczął nosić okulary.
NOB działał w skrajnie trudnych warunkach, gdyż na terenach Wielkopolski utworzono Kraj Warty, który został włączony formalnie do III Rzeszy. Gestapo bardzo szybko, bo już zimą 1939, wpadło na trop NOB i zwerbowało do współpracy jej członka Zenona Ciemniejewskiego pseudonim „Modrzew”. Dzięki informacjom zebranym przez konfidenta, Gestapo mogło przeprowadzić w grudniu 1940 masowe aresztowania działaczy NOB. Mścisław Frankowski został aresztowany 6 grudnia 1940 i trafił do poznańskiej siedziby Gestapo mieszczącej się w przedwojennym Domu Żołnierza. Tam był przesłuchiwany i prawdopodobnie torturowany. Następnie został przewieziony do poznańskiego Fortu VII. Wiosną 1941 przeniesiony został najpierw do więzienia we Wronkach, a następnie w Elbągu. Wreszcie trafił do Berlina, gdzie został formalnie oskarżony o przygotowania do zdrady stanu (Wielkopolska była wówczas formalnie częścią III Rzeszy).

### Śmierć
18 grudnia 1941, razem z innymi działaczami Narodowej Organizacji Bojowej, został skazany przez niemiecki Trybunał Ludowy na karę śmierci. Wyrok wykonano poprzez zgilotynowanie w więzieniu Plötzensee 20 marca 1942. Zwłoki Mścisława Frankowskiego oraz innych skazanych przekazano dla badań naukowych do Instytutu Anatomiczno-Biologicznego Uniwersytetu Humboldtów w Berlinie.

## Odznaczenia
- Medal Niepodległości
- Krzyż Niepodległości z Mieczami

## Życie prywatne
W 1937 ożenił się z Felicją Smolibowską, z którą miał córkę Barbarę (ur. 1938).

## Śledztwo IPN i upamiętnienie
W październiku 2003 poznański oddział Instytutu Pamięci Narodowej wszczął śledztwo mające na celu ustalenie tożsamości i ukaranie sędziów, którzy wydali na Mścisława Frankowskiego oraz jego kolegów wyrok śmierci. Śledczym udało się dotrzeć do dokumentów Trybunału Ludowego i odtworzyć skład sędziowski oraz nazwisko kata, jednak w czerwcu 2009 śledztwo umorzono z powodu śmierci podejrzanych.
29 kwietnia 1993 na terenie Fortu VII, gdzie przetrzymywano Mścisława Frankowskiego, odsłonięto tablicę upamiętniającą działaczy NOB zabitych przez Niemców. Kolejny monument, tym razem poświęcony konspiratorom zamieszkującym poznańską dzielnicę Junikowo, do których zaliczał się Frankowski, odsłonięto 26 września 2004. Tablica ta znajduje się na terenie parafii rzymskokatolickiej pw. św. Andrzeja Boboli w Poznaniu.